# دام‌پزشکی

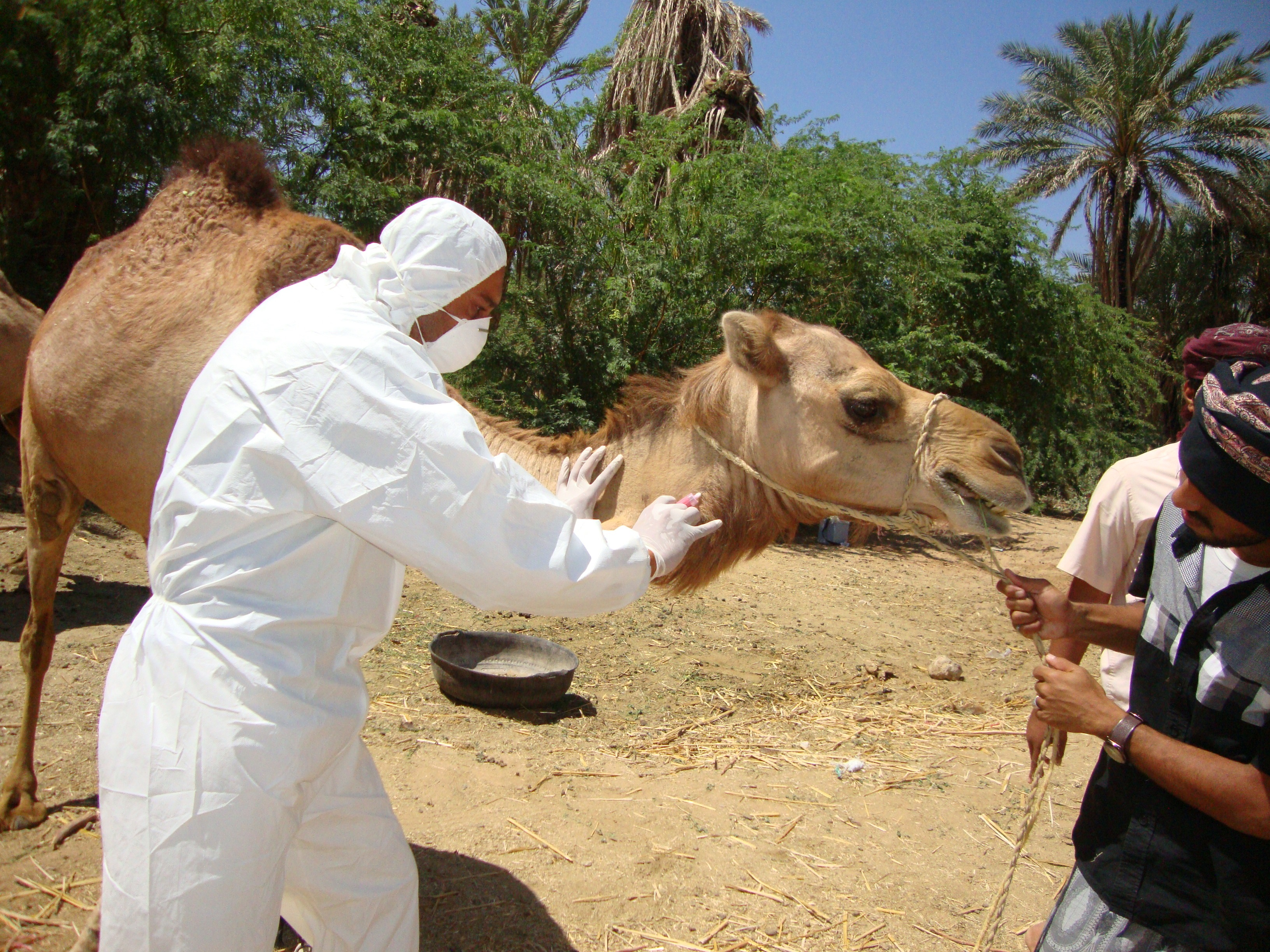
یک دام‌پزشک در حال نمونه‌گیری از شتر در یمن

دامپزشکی شاخه‌ای از پزشکی است که به شناخت، پیش‌گیری، تشخیص و درمان آسیب‌ها و بیماری‌های جانوران با تمرکز ویژه بر بیماری‌های مشترک بین انسان و جانور می‌پردازد. همچنین نظارت بر مراحل تولید و تضمین سلامت فرآورده‌های جانوری، دامپروری و آسازیستی جانوران از جمله امور مرتبط با دامپزشکی است.
در زبان فارسی، در گذشته از کلمات بیطار، ستورپزشک و ستوران‌پزشک نیز برای توصیف دام‌پزشک استفاده شده است تا اینکه فرهنگستان ایران کلمهٔ «دام‌پزشک» را به شکل رسمی پیشنهاد کرد. در زبان انگلیسی، واژه veterinary برای نخستین بار توسط توماس براون در سال ۱۶۴۶ به کار گرفته شد.

## تاریخچه

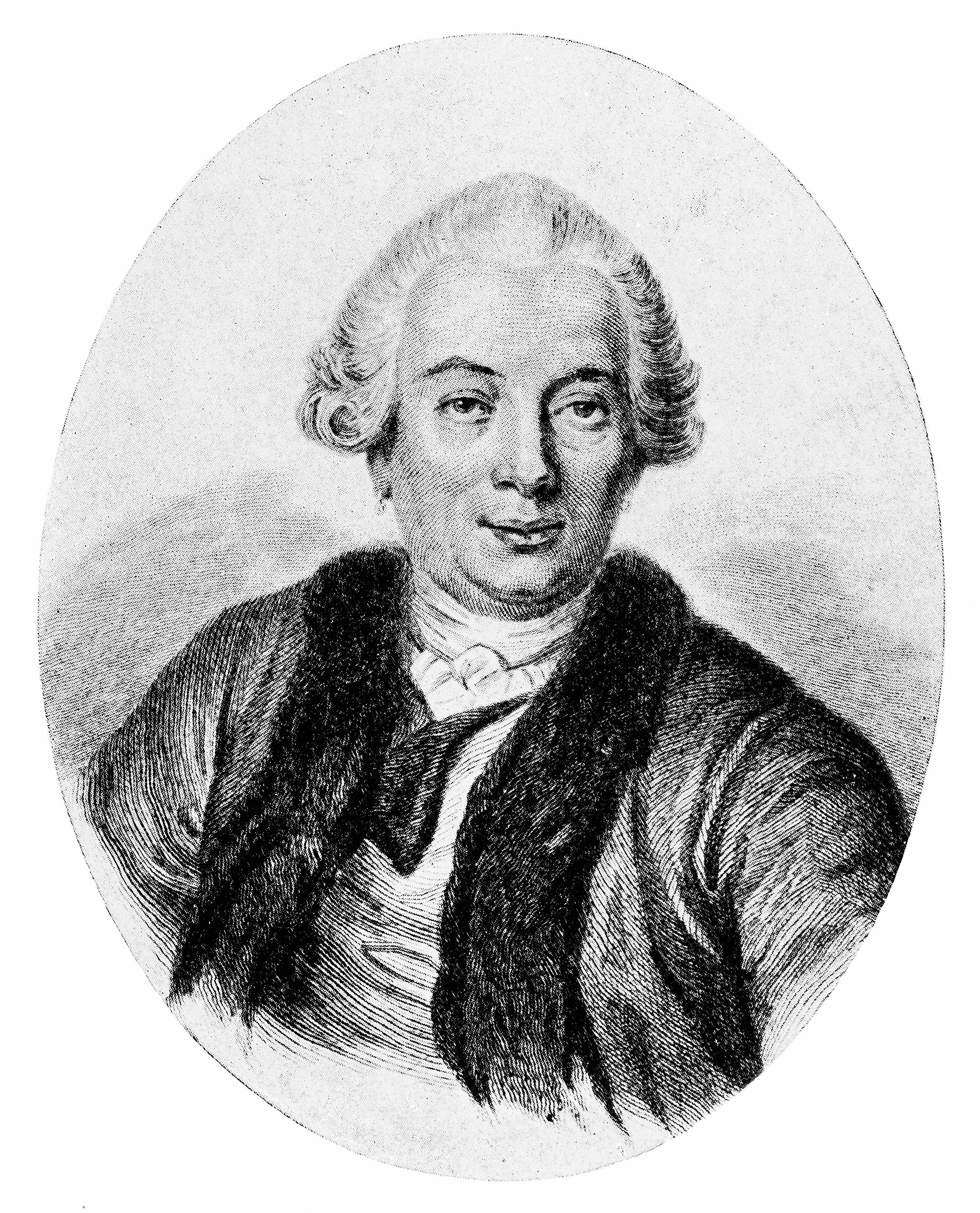
Portrait of C. Bourgelat Wellcome M0006324

ریشه‌های علم دامپزشکی را می‌توان هم‌دوره با پیدایش دام‌داری تا انقلاب نوسنگی دنبال کرد، یافته‌های باستان‌شناسان از عمل جراحی جمجمه روی جانوران در آن دوره حکایت دارد.
با رواج اهلی‌سازی جانوران، دامپزشکی اهمیت بیشتری یافت. در لوح حمورابی (۲۲۰۰ سال پیش از میلاد) به ارزش کار فردی که به معالجه گاو وسایر جانوران می‌پرداخته اشاره شده است. بعد از سقوط امپراطوری روم و تا حدود قرن سیزدهم میلادی، اسناد کلی راجع به دامپزشکی وجود دارد. در قرون وسطی اطلاعاتی در مورد دامپزشکی از هند و ایران وجود دارد.
با موافقت لوئی پانزدهم، شورای دولتی پادشاهی قانون تأسیس مدارس دام‌پزشکی را در تاریخ ۴ اوت ۱۷۶۱ تصویب نمود و در تاریخ ۱۰ ژانویه ۱۷۶۲ اولین مدرسه دام‌پزشکی دنیا توسط کلاودی بورگلا در شهر لیون فرانسه تأسیس شد. در سال ۱۷۶۶ مدرسه دام‌پزشکی دیگری در مزون آلفورت (پاریس) تأسیس شد. سپس تا قبل از سال ۱۸۰۰ به‌طور متوالی مدارس دامپزشکی در وین، تورین، کپنهاک، پادوآ، هانور، لایپزیک، بولونیا، ناپل، برلین، مونیخ، میلان، لندن و مادرید تأسیس شدند.

### دامپزشکی کهن در ایران
در سفرنامه فیثاغورث آمده است که زرتشت از فن دام‌پزشکی و درمان جانوران اطلاع داشته است. در کتاب اوستا می‌توان نکات متعددی دربارهٔ پرورش جانوران و روش درمان بیماری‌های دام مشاهده کرد. در این کتاب برای اولین بار به طبقه‌بندی جانوران برمی‌خوریم. مسئولیت پرورش و درمان بیماری‌های جانورانی چون اسب، گاو، گوسفند، شتر، سگ، و پرندگان به عهده دام‌پزشکان بوده است و دام‌پزشکان بدین جهت دارای مقامی ارجمند و با ارزش بوده‌اند.
علاوه بر این چون اسب در ارتش ایران باستان نقش بسیار ارزنده و مهمی داشته است، لذا دام‌پزشکانی که عهده‌دار تربیت، پرورش و درمان بیماری‌های آن‌ها بوده‌اند، مقامی بسیار والا داشتند. چنان‌که رئیس اداره دام‌پزشکی ارتش در زمان داریوش دارای مقام سپهبدی و فرماندهی دسته سواره نظام بوده است. فن دام‌پزشکی در حدود ۵۰۰ سال بعد از میلاد مسیح در ایران به صورت علمی و کلاسیک درآمده است. باید توجه داشت هدف از تربیت مدرسه دام‌پزشکی در آن زمان درمان اسبان ارتش بوده است لذا احتیاج به داشتن افراد متخصص و کاردان زیاد بوده و دام‌پزشکان در آن زمان به نگارش کتبی تحت عناوین پرورش اسب، فن سوارکاری، درمان بعضی از بیماری‌های غیر عفونی و عفونی و چگونگی استفاده از اسب در جنگ اقدام نموده‌اند.
مهم‌ترین وظیفه دام‌پزشک در ایران بعد از اسلام درمان و جلوگیری از بیماری اسبان بود که از دو جنبه جهاد و انجام فریضه حج اهمیت فوق‌العاده داشت. در ایران در تمام سده‌های بعد از اسلام دام‌پزشکی در مدارس و جایگاه‌های خاصی تدریس می‌شد.

## روز دام‌پزشکی
در سال ۲۰۰۱ میلادی، با تصمیم اتحادیه جهانی دام‌پزشکی، آخرین شنبهٔ ماه آوریل (در تقویم میلادی) به عنوان روز جهانی دام‌پزشکی انتخاب شد. هر ساله برای این روز شعار خاصی در جهت تببین اهداف سازمان‌های دام‌پزشکی انتخاب می‌شود. در سال ۲۰۲۱، این روز در تاریخ ۲۴ آوریل با شعار «پاسخ دام‌پزشکان به دنیاگیری کووید-۱۹» گرامی داشته شد. روز جهانی دام‌پزشکی در سال ۲۰۲۰ نیز روز شنبه ۲۵ آوریل بود و شعار انتخاب شده برای آن سال «محافظت از محیط زیست برای بهبود سلامت جانوران و انسان» در نظر گرفته شد.
در ایران، حسن تاج‌بخش روز ۱۴ مهر را به نام گوش (ایزد نگهبان چهارپایان) به عنوان روز ملی دام‌پزشکی انتخاب کرده است.

## دانشکده‌های دام‌پزشکی ایران
دکتری عمومی دامپزشکی ۲۲۴ واحد دارد و تقریباً ۷ سال طول می‌کشد تا دانشجو بتواند در این رشته فارغ‌التحصیل بشود. (کاردانی دامپزشکی هم ۷۸ واحد را شامل می‌شود که شامل دروس پایه و تخصصی و بالینی و کارآموزی بالینی است و بین دو تا سه سال طول می‌کشد که در سال اول دانشجویان با علوم پایه دامپزشکی و پرورش دام و طیور، در سال دوم بیماری‌های بالینی، اصول جراحی مقدماتی و در سال آخر کارآموزی بالینی را انجام خواهند داد) و در دکترای دامپزشکی در سه سال اول تحصیل دروس علوم پایه آموزش داده می‌شود و پس از گذراندن ۱۲۷ واحد درسی آزمون علوم پایه یا پره انترنی دامپزشکی برگزار می‌شود و دانشجویان بعد از گذراندن این آزمون وارد دوره کلینیکال یا انترنی می‌شوند و طی دوره انترنی دروس بالینی نظیر اصول معاینه، جراحی، رادیولوژی، کارآموزی، کارورزی و… گذرانده می‌شوند. معمولاً در بین واحدهای دروس بالینی دوره‌های کارورزی در نظر گرفته می‌شود. و پس از ارائه پایان‌نامه فارغ‌التحصیل شده و به درجه دکتری عمومی دامپزشکی یا DVM نائل می‌شوند.
دانشجویان رشته‌های دامپزشکی سال آخر تحصیل وارد کلینیک می‌شوند و تنها رشته‌ای است که دانشجویان پس از دو سال آزمون «علوم پایه» را می‌گذراند و در صورت موفقیت می‌توانند ادامه تحصیل دهند؛ پس از گذراندن سال چهار نیز آزمون «پیش درمانگاهی» برای دانشجویان رشته‌های دامپزشکی برگزار می‌شود و این آزمون ملاک ادامه تحصیل دانشجویان در ترم‌های بعد است. از این‌ رو دانشجویان این رشته باید همواره باید در حال مطالعه باشند و اطلاعات آنان بر اساس جدیدترین یافته‌های علمی باشد.
دانشکده‌های دامپزشکی ایران به دو دسته دانشگاه‌های دولتی و واحدهای دانشگاه آزاد اسلامی تقسیم‌بندی می‌شوند.
دانشکده‌های دامپزشکی دانشگاه‌های سراسری شامل: تهران، شیراز، شهرکرد، سمنان، تبریز، رازی کرمانشاه، مشهد، اهواز، باهنر کرمان، ارومیه، خرم‌آباد و زابل می‌باشند. دانشکده‌های دامپزشکی واحدهای دانشگاه آزاد اسلامی شامل دانشکده‌های واحدهای علوم و تحقیقات تهران، تبریز، کرج، ارومیه، سنندج، شهرکرد، بابل، گرمسار، شبستر، کازرون، شوشتر و بافت می‌باشد.
رشته‌های دکتری تخصصی دامپزشکی شامل دوره‌های دستیاری و PhD، در برخی از دانشگاه‌های دولتی و واحدهای دانشگاه آزاد اسلامی شامل تهران، کرج، تبریز و ارومیه ارائه می‌شود.